# 미나미야시모촌
미나미야시모촌(일본어: 南八下村)은 일본 오사카부 미나미카와치군에 설치되었던 촌이다. 현재의 사카이시 히가시구, [[미하라구]의 일부에 해당한다.

## 역사
- 1889년 4월 1일 - 정촌제 시행에 의해, 야카미군 미나미야시모촌이 성립하였다.
- 1896년 4월 1일 - 미나미카와치군 소속으로 변경
- 1958년 7월 1일 - 다이고·보리·이시하라·고데라의 각 일부가 미하라초, 노지리 및 다이고·보리·이시하라·고데라의 각 잔부가 사카이시에 각각 분할 편입되었다